# Julius Puschek
Julius Puschek (7. Mai 1890 in Wiener Neustadt – 10. November 1942 im KZ Buchenwald) war ein österreichischer Werkzeugmacher, KPÖ-Funktionär und Widerstandskämpfer gegen den Nationalsozialismus. Er wurde aus politischen Gründen inhaftiert und ermordet.

## Leben
Puschek entstammte einer Arbeiterfamilie und war überzeugter Kommunist. Er heiratete Agnes, eine Fabrikarbeiterin. Das Paar hatte zwei Kinder: Julius jun. (geb. am 2. Februar 1913 in Lichtenwörth) und Anna (geb. am 26. Mai 1914 ebendort). Julius Puschek diente im Ersten Weltkrieg an der italienischen Front und wurde knapp vor Kriegsende wegen Desertion zum Tode verurteilt. Jedoch wurde das Urteil wegen des Zusammenbruchs der Monarchie nicht mehr vollstreckt. In der Nachkriegszeit lebte die Familie in ärmlichen Verhältnissen und übersiedelte von Lichtenwörth nach Wiener Neustadt. Die Eltern waren häufig arbeitslos, der Sohn absolvierte eine Lehre als Autolackierer in der Oesterreichischen Daimler-Motoren-AG.
„Arbeitslos und ausgesteuert“ entschlossen sich Julius senior, Agnes und Anna Puschek im April 1931 zur Emigration in die Sowjetunion, wo sie zuerst in einem Leningrader Betrieb, später in Penza Arbeit fanden. Der Sohn kam im Februar 1932 nach, nachdem er nach seiner Lehre ebenfalls die Arbeit verloren hatte. Anfang 1933 erkrankte Julius Puschek sen. und kehrte mit seiner Frau nach Österreich zurück – „enttäuscht über die Umsetzung des von ihm idealisierten Kommunismus im stalinistischen Russland.“ Puscheks Tochter und Sohn blieben in der Sowjetunion.
Puschek blieb ein Freidenker, so sein Enkelsohn Nik Puschek, kritisierte den Austrofaschismus und das NS-Regime offen und arbeitete bei den Wiener Neustädter Nachrichten mit. Die Warnungen seiner Frau blieben erfolglos. Er soll auf das Eingangstor der Raxwerke geklettert sein und von dort herab gerufen haben: „Fresst die Hitler-Suppe nicht!“ So gelangte er in die sogenannte A-Kartei, die heimlich bereits vor der Annexion Österreichs an das Deutsche Reich erstellt wurde – von Mitarbeitern der politischen Polizei, die der in Österreich damals noch verbotenen NSDAP angehörten. Wenige Tage vor Kriegsbeginn im Jahr 1939 erging eine Weisung aus Berlin an alle Gestapo-Leitstellen zur Auslösung der A-Kartei. Im Rahmen dieser Verhaftungswelle wurde auch Julius Puschek sen. gefasst und ins KZ Buchenwald überstellt, wo er am 10. November 1942 getötet wurde. Die Gestapo in Wiener Neustadt teilte Agnes Puschek den Tod ihres Mannes mit, drückte ihr Beileid aus und verlangte eintausend Reichsmark für die Übersendung der Asche. Diesen Betrag konnte die Frau nicht aufbringen, so dass es kein Grab für Julius Puschek gibt.

## Weiteres Schicksal der engsten Familienangehörigen
Agnes Puschek, nunmehr Witwe, wurde vom NS-Regime zur Arbeit in den Rax-Werken dienstverpflichtet und half den dort ebenfalls beschäftigten KZ-Häftlingen im Geheimen mit Kleinigkeiten. Als sie mit einem Hemd eines KZ-Häftlings, welches sie für ihn waschen wollte, entdeckt wurde, folgten Verhaftung, Verhör, fristlose Entlassung und zwei Monate Gefängnis. Danach wurde sie bis zum Kriegsende in den Tritolwerken dienstverpflichtet.
Beide Kinder von Agnes und Julius Puschek wurden in der Sowjetunion Opfer des Stalinismus: sie wurden 1937 bzw. Anfang 1938 verhaftet und verbrachten lange Jahre in Lagerhaft und Zwangsarbeit. Julius Puschek jun. wurde am 31. März 1940 zu fünf Jahren Lagerhaft verurteilt und in ein Lager an der Kolyma deportiert. Die Strafe wurde auf unbestimmte Zeit verlängert, jedoch konnte er im Oktober 1947 mit einem Kriegsgefangenentransport nach Österreich zurückkehren. 1958 teilte ihm die sowjetische Botschaft in Wien brieflich seine Rehabilitierung mit. Nach jahrelangen Bemühungen erhielt er eine Entschädigung für beschlagnahmtes Eigentum, nicht jedoch für die Haft.
Anna Puschek, die 1933 den ebenfalls aus Österreich stammenden Emigranten Robert Schneider geheiratet hatte, verlor ihren Ehemann 1937 durch Verhaftung und Hinrichtung. Der Tatvorwurf lautete auf Spionage. Wegen Mitwisserschaft wurde sie zu drei Jahren Lagerhaft verurteilt, nach ihrer Entlassung erneut verhaftet, lebte bis 1953 in Verbannung und konnte erst 1955 mit ihrem kleinen Sohn (geb. 1951) nach Österreich zurückkehren. Von ihrer Rehabilitation erfuhr sie im August 1959.

## Gedenken
Im Jahr 1948 wurde auf dem Gelände der Raxwerke ein Denkmal mit einem metallenen Kranz und der Inschrift „Niemals vergessen“ sowie einem KZ-Winkel mit einer Häftlingsnummer der Öffentlichkeit übergeben. Das Denkmal wurde mittels Geldspenden von Arbeitern und Angestellten der Rax-Werke finanziert, von ihnen ehrenamtlich für die getöteten Kollegen hergestellt und auf dem Industriegelände platziert. 1973 versetzte man es an den heutigen Standort in der Pottendorfer Straße an der Kreuzung zur Stadionstraße. Das Denkmal war jenen Arbeitern der Rax-Werke gewidmet, die zu Opfern des Nationalsozialismus wurden: Ludwig Haiden, Alfred Höchstätter, Julius Puschek, Franz Winkelmann und Josef Postl. Die Inschrift auf einer metallenen Tafel über dem Kranz lautet:

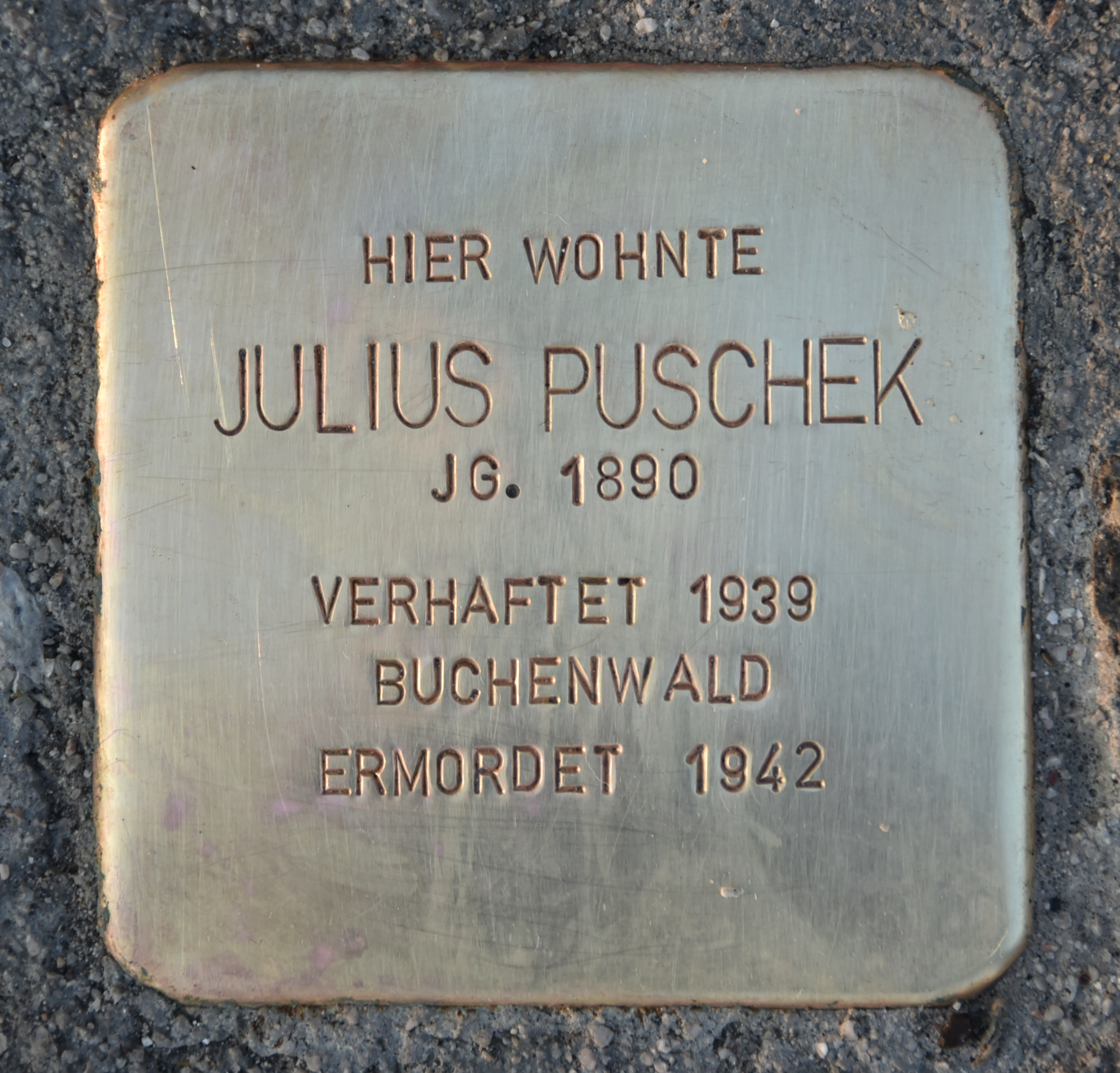
Stolperstein für Julius Puschek

UNSEREN VOM DEUTSCHEN
FASCHISMUS GEMORDETEN
GENOSSEN, DIE FÜR EIN FREIES
ÖSTERREICH STARBEN

 HAIDEN LUDWIG      HOCHSTÖTTER ALFRED
PUSCHEK JULIUS      WINKELMANN FRANZ
 POSTL JOSEF

IM GEDENKEN
DIE GEWERKSCHAFT
DES RAXWERKES

Am 4. Juli 2011 verlegte der deutsche Künstler Gunter Demnig vor dem Haus Pottendorfer Straße 121 einen Stolperstein zum Gedenken an Julius Puschek. Dieser Gedenkstein wurde bereits zweimal durch Wegmeißeln der Messingplatte zerstört.